# Пустовітка
Пустовітка — ботанічна пам'ятка природи місцевого значення в Україні. Об'єкт природно-заповідного фонду Полтавської області. 
Розташований у межах Диканського району біля автодороги Диканька-Балясне. 
Площа 6 га. Створена рішенням Полтавської обласної ради від 27.10.1994. Перебуває у користуванні Балясненської сільської ради (3 га) та Диканської селищної ради (3 га).
Охороняються степова балка з пересихаючим струмком, що живить річку Середня Говтва. На схилах балки зростають регіонально рідкісні та занесені до Червоної книги України види рослин: ковила волосиста, ломиніс цілолистий, горицвіт весняний, анемона лісова.